# سكين فود
سكين فود ( (الكورية: 스킨푸드) ) هي شركة كورية جنوبية متخصصه بالعناية بالبشرة ومستحضرات التجميل ومقرها في سيول .

## شركة
لديها 895 متجراً في جميع أنحاء كوريا و 5000 متجر في جميع أنحاء العالم، تم إدراج الشركة في قائمة فوربس لأكثر 500 شركة نفوذاً في العالم في عام 2012. تم تقييم قيمة الشركة بمبلغ 19.7 مليار دولار في ربيع عام 2015 وتستمر في النمو بوتيرة سريعة.
شهدت Skin Food زيادة في مبيعات الزوار الأجانب وفتحت منافذ خارج كوريا الجنوبية مثل تايوان والفلبين والصين وإندونيسيا وماليزيا وسنغافورة واليابان وهونغ كونغ. ممثلون وممثلات كوريون مثل شين ون هو ، لي جونغ سوك ، كانغ تاي أوه ، إم سي وان ، ريو جون يول ، سونغ يو ري ، لي مين جونغ ، ها يون سو ، كيم يو جونغ وظهر شين أون سو والمغنية البرازيلية ستيفاني جاردن في إعلانات Skin Food كوريا التجارية.[بحاجة لمصدر]

## المنتجات
عبواتهم تشبه عبوات الطعام البلاستيكية. 

## الجدل
في أغسطس 2012 ، أعلن مجلس المستهلك في هونج كونج أن اثنين من منتجات الأظافر الخاصة بـ Skin Food تحتوي على البنزين ، وهو مادة مسرطنة معروفة لسرطان الدم . ونفت الشركة استخدام البنزين في منتجاتها.  

## روابط خارجية
- الصفحة الرئيسية لطعام الجلد (بالكورية)
- الصفحة الرئيسية الرسمية للأغذية الجلد الولايات المتحدة الأمريكية
- الصفحة الرئيسية للأغذية الجلدية في Global نسخة محفوظة 26 أبريل 2009 على موقع واي باك مشين.